# آیما
آیما (به لاتین: Ayma) یک منطقهٔ مسکونی در بنگلادش است که در ناحیه چاندپور واقع شده‌است.